# Vjekoslav Skenderović
Vjekoslav Skenderović (Subotica, 20. ožujka 1983.) hrvatski je tenisač, rodom iz Bačke.

## Životopis
Bio je aktivan na seniorskim turnirima od 2000. godine a prestao je igrati ožujka 2011. godine.
26. veljače 2005. je godine osvojio turnir ITF Futures Zagreb II, gdje je u finalnom dvoboju svladao Slovenca Roka Jarca sa 6:3, 6:4.
24. srpnja 2006. došao je do završnice ITF Futures turnira (Rumunjska F13), gdje je izgubio od mađarskog tenisača Kornéla Bardóczkog sa 6:4. 6:4.
22. listopada 2006. osvojio je turnir ITF Futures (Portugal F5) vrijedan 10.000 dolara u Ponta Delgadi, pobijedivši Slovenca Grega Zemlju 6:4 6:1.
2. prosinca 2006. osvojio je turnir ITF Futures težak 10.000 dolara u Hadar Yosefu, pobijedivši Nizozemca Freda Hemmesa sa 6:4 6:3 u završnici.
2007. je u paru s hrvatskim tenisačem Ivanom Cerovićem došao do završnice  ATP Challenger turnira Caloundra International u Australiji, gdje je izgubio s 6:2, 6:3 od Tajvanca Chena Tija i Južnokorejca Woong-sun Juna.
Iste je godine došao do završnice ITF Futures turnira (Australia F8) koji se igrao na tvrdoj podlozi, a izgubio je od australsko-švedskog tenisača Nicka Lindahla sa 6:1, 7:5.
2008. je godine došao do završnice turnira ITF Futures u Mariboru koji se igrao na zemljanoj podlozi, a izgubio je od Slovenca Marka Tkalca s 6:1, 6:2.

## Osvojeni turniri
| Legenda (singl)        |
| Grand Slam (0)         |
| Tennis Masters Cup (0) |
| ATP Masters Series (0) |
| ATP Tour (0)           |
| Challengers (0)        |
| Futures (8)            |

## Vanjske poveznice
- ITF Vjekoslav Skenderović